# Giselle Kuster
Giselle Kuster (Venlo, 15 juli 1911 – Heerlen, 7 september 1972) was een Nederlands kunstenaar, tekenaar, galeriehouder en illustrator. 

## Leven
Kuster werd in Venlo geboren als dochter van Hubert Kuster en Anna Kuster-Beckers, beide werkzaam als kleermakers. Ze kreeg op 23-jarige leeftijd les van de Hongaarse kunstenaar Ferenc László Hernady, die in de jaren dertig enkele jaren een tekenschool in Venlo had. In 1934 werd haar kunstwerk van de "Heilige Maria als Maagd der Maagden" getoond op de internationale expositie Maria Virgine, vista della donna in Florence, Italië. Datzelfde jaar verhuisde ze naar Luik, waar ze startte met de tekenopleiding aan de Koninklijke Academie voor Schone Kunsten. Ze kreeg hier les van onder anderen de Belgische kunstenaar Auguste Mambour. 
Na haar terugkeer in Venlo in 1936 was Kuster actief in het culturele leven van de stad, onder meer als lid van de katholieke Venlose kunstorganisatie De Blauwe Bloem en diens opvolger, De Nieuwe Blauwe Bloem. Ook ontwierp Kuster onder meer praalwagens voor de Vastelaovendsoptochten in Venlo van 1936 en 1937 en maakte ze illustraties voor verschillende kranten en tijdschriften.
Op de tentoonstelling Onze kunst van heden in het Rijksmuseum Amsterdam in 1939 waren vier werken van Kusters hand te zien, met de titels "Badende vrouwen", "Naakt" en twee portretten.
In februari 1940 verhuisde Kuster met haar ouders en tante naar Leiden. De familie Kuster-Beckers vestigde zich aan de Breestraat 123A in het stadscentrum, tegenover het Stadhuis van Leiden. Haar ouders zetten hun werk als kleermakers voort, terwijl Kuster een kleinschalige kunstzaal en kunsthandel begon: Pro Arte. Hier exposeerde ze kunstwerken van onbekende, vaak jonge kunstenaars zoals Gertrud Januszewski en Marinus Heijnes, maar ook van gevestigde namen zoals Charley Toorop en Jan Sluijters.

## Zoekactie
Museum van Bommel van Dam startte in november 2024 een zoekactie om kunstwerken van Kuster op te sporen. Particulieren die een werk van Kuster in hun bezit hebben, kunnen dit herkennen aan het signatuur op het schilderij. Kuster signeerde haar werken bijna altijd met haar voornaam, Giselle.
- Biografisch Portaal: 81458841
- Digitale Bibliotheek voor de Nederlandse Letteren: kust011
- International Standard Name Identifier: 0000 0003 9583 6275
- Nederlandse Thesaurus van Auteursnamen: 074306952
- RKD-Nederlands Instituut voor Kunstgeschiedenis: 46963
- Union List of Artist Names: 500715308
- Virtual International Authority File: 290612322
- WorldCat: E39PBJqk6jvdPqKyJm4wD7ppT3